# Testa Grigia (Alpi Pennine)
La Testa Grigia (Lo Gréno in patois ayassin; Grauhaupt in tedesco; Groabhopt in lingua walser; Tête Grise in francese - 3.315 m s.l.m.) è una montagna delle Alpi del Monte Rosa nelle Alpi Pennine.

## Collocazione

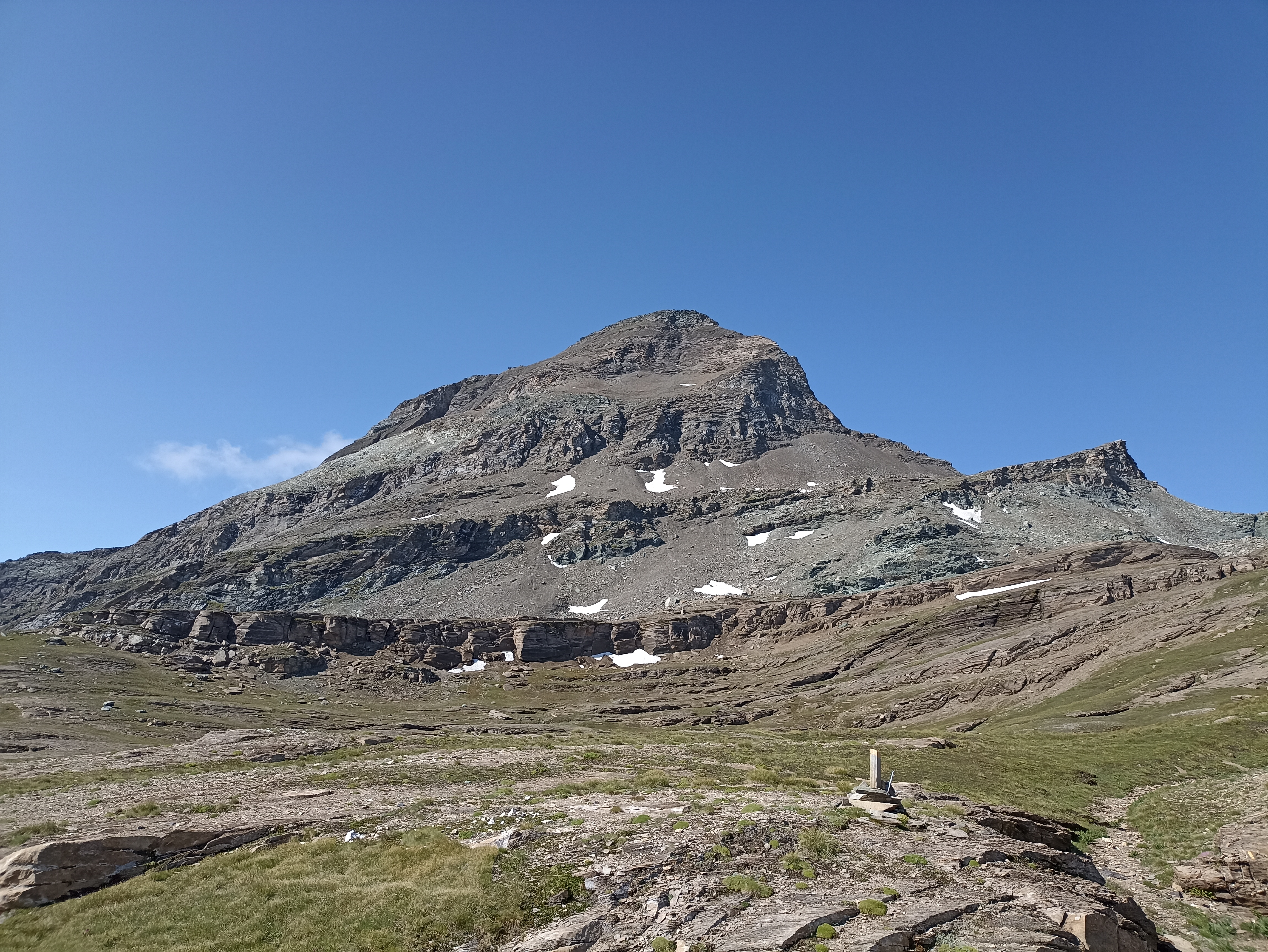
La montagna vista salendo al monte Rothorn.

La Testa Grigia si trova in Valle d'Aosta, tra la Val d'Ayas e la Valle del Lys. Costituisce la massima elevazione tra le due valli.
Per la sua posizione, dalla vetta si gode di un'ottima e ampia veduta sul Cervino, sul massiccio del Monte Rosa e su gran parte della Valle d'Aosta, oltre che su montagne ancora più lontane come la Ciamarella e il Monviso.

## Storia
La montagna fu scalata per la prima volta il 7 agosto 1858 dagli alpinisti Delapierre, Laurent, Rignon e dai coniugi Pinney.
Sulla cima è presente una piccola statua della Madonna.

## Via di salita

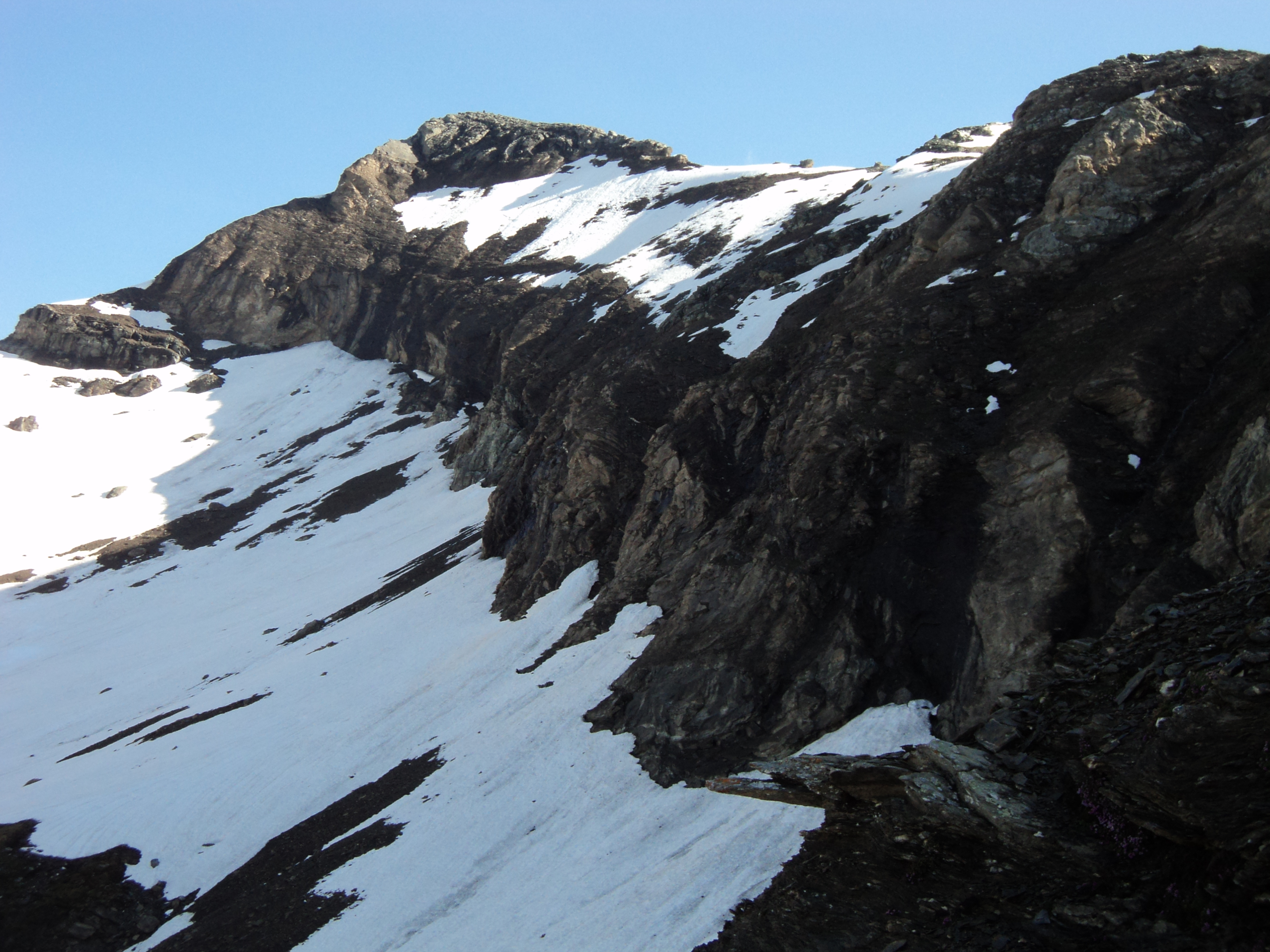
La vetta della montagna vista salendo dal colle Pinter.

Si può salire sulla montagna sia partendo dalla val d'Ayas che dalla valle del Lys. I due percorsi di salita si riuniscono al colle Pinter. Dalla val d'Ayas il colle Pinter è raggiungibile in poco tempo dal Crest o da Ostafaz, tramite i percorsi 11a o 12, mentre dalla val del Lys il colle Pinter è raggiungibile partendo da Gressoney-Saint-Jean e passando dal Rifugio Alpenzù.
Dopo il colle Pinter, la salita si snoda sul versante occidentale (verso la val d'Ayas) della montagna e passa nei pressi del Bivacco Ulrich Lateltin.
La durata della salita, partendo da Ostafaz, è di circa 3.30 ore (mezz'ora in più partendo dal Crest); partendo da Gressoney-Saint-Jean, occorrono circa 5 ore.